# Hymenancora tenuissima
Hymenancora tenuissima är en svampdjursart som först beskrevs av Thiele 1905.  Hymenancora tenuissima ingår i släktet Hymenancora och familjen Myxillidae. Inga underarter finns listade i Catalogue of Life.